# Élections parlementaires polonaises de 2011
Les élections législatives polonaises de 2011 concernant la Diète et le Sénat ont eu lieu le 9 octobre 2011, au terme de leur mandat de quatre ans.
Le scrutin a été remporté par la Plate-forme civique (PO), parti libéral et pro-européen au pouvoir depuis 2007, et marqué par la percée du Mouvement Palikot (RP), formation anticléricale de centre gauche.

## Contexte: une majorité libérale au pouvoir depuis quatre ans
Lors des élections législatives de 2007, la Plate-forme civique (PO) de Donald Tusk, candidat malheureux à la présidentielle de 2005, s'est imposée comme la première force politique du pays avec 41 % des voix, contre 32 % à Droit et justice (PiS), le parti du président de la République, Lech Kaczyński, et du président du Conseil des ministres, son frère jumeau Jarosław. La PO a alors formé une coalition avec le Parti paysan polonais (PSL) de l'ancien président du Conseil des ministres Waldemar Pawlak, qui avait recueilli plus de 8 % des voix.

## Idée d'un scrutin anticipé
Bien que la coalition gouvernementale dispose d'une forte majorité de 240 députés sur 460, il a été suggéré que des élections anticipées pourraient avoir lieu au printemps 2011, afin de ne pas interrompre la présidence polonaise du Conseil de l'Union européenne, durant le second semestre de l'année. Cette idée était soutenue par l'Alliance de la gauche démocratique (SLD) et La Pologne est le plus important (PJN), mais rejetée par Droit et justice (PiS), le plus important parti d'opposition. Le président de la Diète polonaise, Grzegorz Schetyna, membre de la Plate-forme civique (PO), au pouvoir, a dit ne pas croire à l'anticipation des élections.

## Coalition possible
Le Parti paysan polonais (PSL) a fait savoir qu'il souhaitait poursuivre l'alliance gouvernementale avec la Plate-forme civique à la suite du scrutin. Plusieurs députés du parti ont alors proposé une alliance électorale avec la PO, afin de s'assurer que le PSL, dont les intentions de vote dans les sondages avait chuté aux environs de 5 %, continue de siéger à la Diète.

## Principaux partis et chefs de file
| Parti | Parti                                                           | Chef de file         | Chef de file                                                                   | Positionnement et idéologie                                  | Résultats en 2007                          |
| ----- | --------------------------------------------------------------- | -------------------- | ------------------------------------------------------------------------------ | ------------------------------------------------------------ | ------------------------------------------ |
|       | Plate-forme civique Platforma Obywatelska                       | Donald Tusk          | Donald Tusk Président du Conseil des ministres                                 | Centre droit Libéralisme, démocratie chrétienne, europhilie  | 41,51 % des voix 209 députés 60 sénateurs  |
|       | Droit et justice Prawo i Sprawiedliwość                         | Jarosław Kaczyński   | Jarosław Kaczyński                                                             | Droite Démocratie chrétienne, conservatisme, euroscepticisme | 32,11 % des voix 166 députés 39 sénateurs  |
|       | Alliance de la gauche démocratique Sojusz Lewicy Demokratycznej | Grzegorz Napieralski | Grzegorz Napieralski                                                           | Centre gauche Social-démocratie                              | 13,15 % des voix 53 députés aucun sénateur |
|       | Parti paysan polonais Polskie Stronnictwo Ludowe                | Waldemar Pawlak      | Waldemar Pawlak Vice-président du Conseil des ministres Ministre de l'Économie | Centre Démocratie chrétienne, agrarisme                      | 8,91 % des voix 31 députés aucun sénateur  |

## Résultats

### Diète

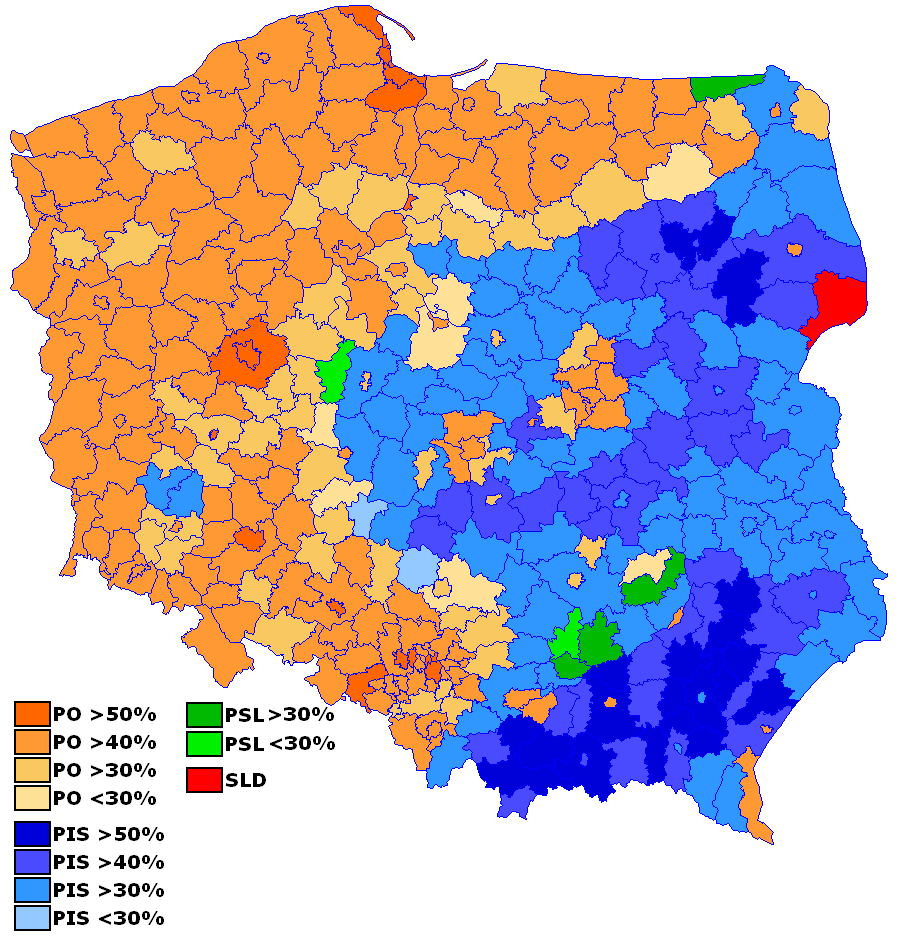
Résultats par powiat.

|                        |                                               |            |       |      |        |               |  |  |  |  |  |  |  |  |
| Parti                  | Parti                                         | Voix       | %     | +/-  | Sièges | +/-           |  |  |  |  |  |  |  |  |
|                        | Plate-forme civique (PO)                      | 5 629 773  | 39,18 | 2,33 | 207    | 2             |  |  |  |  |  |  |  |  |
|                        | Droit et justice (PiS)                        | 4 295 016  | 29,89 | 2,22 | 157    | 9             |  |  |  |  |  |  |  |  |
|                        | Mouvement Palikot (RP)                        | 1 439 490  | 10,02 | Nv.  | 40     | 40            |  |  |  |  |  |  |  |  |
|                        | Parti paysan polonais (PSL)                   | 1 201 628  | 8,36  | 0,55 | 28     | 3             |  |  |  |  |  |  |  |  |
|                        | Alliance de la gauche démocratique (SLD)      | 1 184 303  | 8,24  | 4,91 | 27     | 26            |  |  |  |  |  |  |  |  |
|                        | La Pologne est la plus importante (PJN)       | 315 393    | 2,19  | Nv.  | 0      | en stagnation |  |  |  |  |  |  |  |  |
|                        | Congrès de la Nouvelle Droite (KNP)           | 151 837    | 1,06  | Nv.  | 0      | en stagnation |  |  |  |  |  |  |  |  |
|                        | Parti travailliste polonais (PPP)             | 79 147     | 0,55  | 0,44 | 0      | en stagnation |  |  |  |  |  |  |  |  |
|                        | Droite de la République                       | 35 169     | 0,24  | Nv.  | 0      | en stagnation |  |  |  |  |  |  |  |  |
|                        | Minorité allemande                            | 28 014     | 0,19  | 0,01 | 1      | en stagnation |  |  |  |  |  |  |  |  |
|                        | Autodéfense de la république de Pologne (SRP) | 9 733      | 0,07  | 1,46 | 0      | en stagnation |  |  |  |  |  |  |  |  |
|                        |                                               |            |       |      |        |               |  |  |  |  |  |  |  |  |
| Suffrages exprimés     | Suffrages exprimés                            | 14 369 503 | 95,48 |      |        |               |  |  |  |  |  |  |  |  |
| Votes nuls             | Votes nuls                                    | 680 524    | 4,52  |      |        |               |  |  |  |  |  |  |  |  |
| Total                  | Total                                         | 15 050 027 | 100   | –    | 460    | en stagnation |  |  |  |  |  |  |  |  |
| Abstention             | Abstention                                    | 15 712 904 | 52,08 |      |        |               |  |  |  |  |  |  |  |  |
| Inscrits/Participation | Inscrits/Participation                        | 30 762 931 | 48,92 |      |        |               |  |  |  |  |  |  |  |  |

### Sénat
|                        |                                          |            |       |      |        |               |  |  |  |  |  |  |  |  |
| Parti                  | Parti                                    | Voix       | %     | +/-  | Sièges | +/-           |  |  |  |  |  |  |  |  |
|                        | Plate-forme civique (PO)                 | 5 173 300  | 35,60 | 3,54 | 63     | 3             |  |  |  |  |  |  |  |  |
|                        | Droit et justice (PiS)                   | 3 915 355  | 26,94 | 4,44 | 31     | 8             |  |  |  |  |  |  |  |  |
|                        | Parti paysan polonais (PSL)              | 1 363 796  | 9,39  | 0,59 | 2      | 2             |  |  |  |  |  |  |  |  |
|                        | Alliance de la gauche démocratique (SLD) | 1 355 151  | 9,33  | 5,27 | 0      | en stagnation |  |  |  |  |  |  |  |  |
|                        | Citoyens au Sénat                        | 504 792    | 3,47  | Nv.  | 0      | en stagnation |  |  |  |  |  |  |  |  |
|                        | Comité pour Rafał Dutkiewicz             | 261 135    | 1,80  | Nv.  | 1      | 1             |  |  |  |  |  |  |  |  |
|                        | Autonomie pour la Haute-Silésie          | 147 710    | 1,02  | Nv.  | 0      | en stagnation |  |  |  |  |  |  |  |  |
|                        | La Pologne est la plus importante (PJN)  | 109 182    | 0,75  | Nv.  | 0      | en stagnation |  |  |  |  |  |  |  |  |
|                        | Parti travailliste polonais (PPP)        | 76 913     | 0,53  | Nv.  | 0      | en stagnation |  |  |  |  |  |  |  |  |
|                        | Congrès de la Nouvelle Droite (KNP)      | 73 028     | 0,50  | Nv.  | 0      | en stagnation |  |  |  |  |  |  |  |  |
|                        | Autres                                   | 325 710    | 2,24  | –    | 0      | –             |  |  |  |  |  |  |  |  |
|                        | Indépendants                             | 1 143 275  | 7,87  | 4,23 | 3      | 2             |  |  |  |  |  |  |  |  |
|                        |                                          |            |       |      |        |               |  |  |  |  |  |  |  |  |
| Suffrages exprimés     | Suffrages exprimés                       | 14 531 462 | 96,57 |      |        |               |  |  |  |  |  |  |  |  |
| Votes blancs et nuls   | Votes blancs et nuls                     | 516 798    | 3,43  |      |        |               |  |  |  |  |  |  |  |  |
| Total                  | Total                                    | 15 048 260 | 100   | –    | 100    | en stagnation |  |  |  |  |  |  |  |  |
| Abstention             | Abstention                               | 15 714 671 | 51,08 |      |        |               |  |  |  |  |  |  |  |  |
| Inscrits/Participation | Inscrits/Participation                   | 30 762 931 | 48,92 |      |        |               |  |  |  |  |  |  |  |  |

## Analyse et conséquences
Les élections sont remportées par la Plate-forme civique au pouvoir depuis 2007. Le président du Conseil des ministres libéral sortant Donald Tusk forme un nouveau gouvernement en coalition avec le Parti paysan polonais (PSL). Le cabinet Tusk II entre en fonction le 18 novembre.
Le scrutin est marqué par la percée du Mouvement Palikot, le parti anticlérical fondé en 2010 qui obtient le troisième groupe parlementaire de la Diète, dans un pays dont 90 % des habitants se déclarent catholiques.